# Sadza

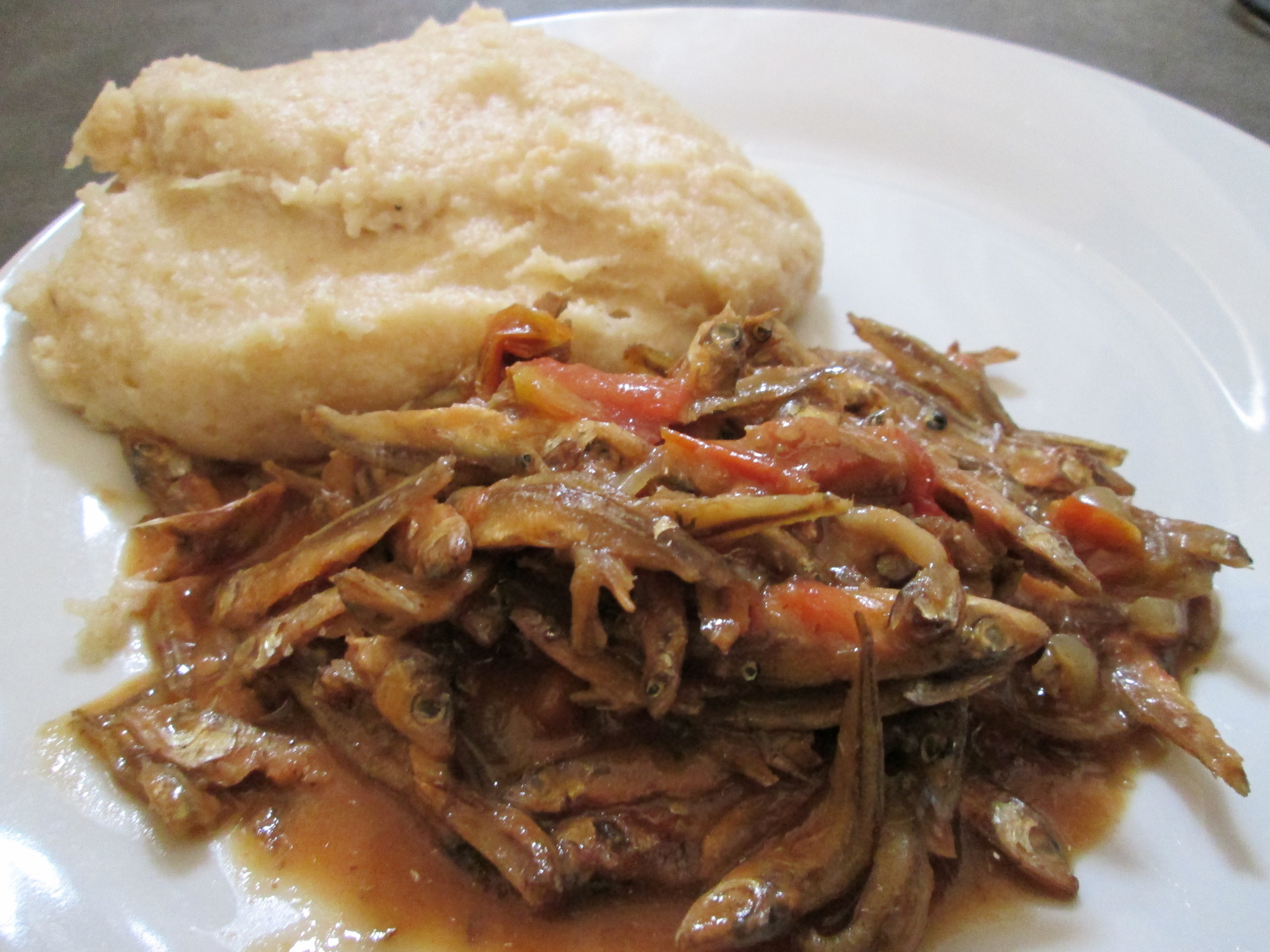
Kapenta et Sadza.

Le Sadza est un plat traditionnel  zimbabween. C'est l'aliment le plus mangé dans le pays. Le sadza est l'aliment de base à l'échelle national. La quasi-totalité des familles du Zimbabwe consomment quotidiennement le sadza au déjeuner comme au dîner. Le sadza est la première nourriture que l'on donne aux nouveau-nés quand ils sont en mesure de manger solide. On retrouve le sadza partout en Afrique sous différentes appellations. C'est le mot shona qui désigne par exemple l'équivalent du fufu en Afrique de l'ouest. C'est un mets qui se mange avec la main droite en plongeant la pâte roulée en de petites boules dans différentes sauces, des ragoûts ou des sauce de légumes,,,,.

## Composition
Pour faire le sadza on utilise essentiellement et presque exclusivement du maïs blanc et de l'eau,.

## notes et références
1. ↑  « ZIMBABWE. Le "sadza" des familles », sur Courrier international, 3 novembre 2004 (consulté le 25 décembre 2020)
2. ↑  (en-US) « Traditional Plain Zimbabwean Sadza Recipe », sur Ethnic Foods R Us (consulté le 25 décembre 2020)
3. ↑  (en-US) admin, « Sadza », sur Food of Africa, 25 juillet 2013 (consulté le 25 décembre 2020)
4. ↑  « Sadza – The Taste Kitchen », sur taste.co.zw (consulté le 25 décembre 2020)
5. ↑  « Sadza | Traditional Porridge From Zimbabwe | TasteAtlas », sur www.tasteatlas.com (consulté le 25 décembre 2020)
6. ↑  (en) Author Lola Osinkolu, « Sadza - Ugali (African Cornmeal) », sur Chef Lolas Kitchen, 5 septembre 2020 (consulté le 25 décembre 2020)
7. ↑  (en-US) « How to make plain Sadza | ZimboKitchen », 22 octobre 2012 (consulté le 25 décembre 2020)
8. ↑  « Recette : Le Sadza - Gastronomie Zimbabwe », sur www.bourse-des-voyages.com (consulté le 25 décembre 2020)